# ولاء الشريف
ولاء الشريف (مواليد 3 فبراير 1988)، ممثلة مصرية.

## بدايتها
ولدت ولاء في 3 فبراير 1988، بدأت التمثيل في سن مبكر من خلال فرق مسرحية تابعة لقصور الثقافة ثم انتقلت بعد ذلك لتدرس فنون المسرح في القاهرة وتخرجت من المعهد العالي للفنون المسرحية عام 2011.

## أعمالها

### مسلسلات
- 2009: ياا عدوي في قلب الحدث
- 2010: مش فريندز
- 2010: عرض خاص
- 2011: كلمات (أواخر الشتا)
- 2011: حد ليه شوق في حاجة
- 2012: سيدنا السيد
- 2013: الزوجة الثانية
- 2013: الداعية
- 2014: سجن النسا
- 2014: أنا عشقت
- 2015: ذهاب وعودة
- 2015: حق ميت
- 2015: بعد البداية
- 2015: الكابوس
- 2016: نوايا بريئة
- 2016: نصيبي وقسمتك
- 2016: فوق مستوى الشبهات
- 2017: كفر دلهاب
- 2017: عشم إبليس
- 2017: الجماعة الجزء الثاني
- 2017: الأب الروحي
- 2017: أبو العروسة
- 2018: الشريط الأحمر
- 2018: الأب الروحي الجزء الثاني
- 2018: أبو العروسة الجزء الثاني
- 2019: كارمن
- 2019: فكرة بمليون جنيه
- 2020: طلقتك نفسي
- 2020: خيط حرير
- 2021: في يوم وليلة
- 2021: النمر
- 2021: الحرير المخملي
- 2022: دنيا تانية
- 2022: المداح الجزء الثاني
- 2022: أبو العروسة الجزء الثالث
- 2023: جروب الدفعة
- 2023: صوت و صورة
- 2024: نعمة الافوكاتو
- 2025: الغاوي
- 2025: فات الميعاد

### أفلام
- 2001: مذكرات مراهقة
- 2004: كليفتي
- 2010: ابن القنصل
- 2015: حارة مزنوقة
- 2017: يا تهدي يا تعدي
- 2019: الفيل الأزرق 2

## وصلات خارجية
- ولاء الشريف على موقع IMDb (الإنجليزية)
- ولاء الشريف على موقع الدهليز
- ولاء الشريف على موقع قاعدة بيانات الأفلام العربية
- ولاء الشريف على موقع قاعدة بيانات الفيلم (الإنجليزية)